# James Fletcher
James Fletcher (Ash, Rochester (Kent); 28 de marzo de 1852 – Montreal, 8 de noviembre de 1908) fue un botánico, entomólogo, fitopatólogo, y escritor canadiense.
Aborigen de Rochester (Kent), Inglaterra en 1852. Comenzó a trabajar como recepcionista en el Banco de Norteamérica británica de Londres, Inglaterra, y fue transferido a la sucursal en Montreal en 1874 y a la de Ottawa en 1875. en 1876, comenzó a trabajar como asistente en la Biblioteca del Parlamento y descubrió su interés por la botánica y entomología. Fue uno de los miembros fundadores de la Club de Naturalistas de campo de Ottawa y presidente de la Ottawa Horticultural Society. Fue elegido miembro de la Royal Society of Canada en 1885.
Estableció un sistema de información nacional para ayudar a identificar y controlar la propagación de insectos y malas hierbas perjudiciales para la agricultura. En 1887, se convirtió en el primer entomólogo y botánico estatal de la Granja Experimental Central. Ayudó a establecer medidas para controlar la propagación de enfermedades de las plantas y los insectos dañinos de dentro y fuera de Canadá.
Además de sus contribuciones a revistas científicas y boletines publicados por el Departamento de Agricultura y Agroalimentación, publicó con George H. Clark,  Las malas hierbas agrícolas de Canadá  en 1906.
Murió en Montreal en 1908.

## Otras publicaciones

### Libros
- 2013. Farm Weeds of Canada - Primary Source Edition. Con George Harold Clark, Norman Criddle. Reimpreso de BiblioBazaar, 216 p. ISBN 1294036416, ISBN 9781294036418
- 1899. The Farm Pests of Insect Life. Ed. S.E. Dawson, printer to the King's Most Excellent Majesty, 20 p.
- 1898. Evidence of Dr. James Fletcher, Entomologist and Botanist, Dominion Experimental Farms, ... Ed. S.E. Dawson, printer to the King's Most Excellent Magesty, 21 p.

## Honores
Fue fundador de la Asociación Americana de entomólogos económicos, ahora Sociedad Entomológica de América, y un compañero de la Sociedad Linneana de Londres. Fletcher también inició la Colección Nacional Canadiense (CNC) de insectos, arácnidos y nematodos.

### Eponimia
El Jardín de Vida Silvestre Fletcher en la Granja Experimental central, Ottawa, fue nombrado después de él.
- La abreviatura «Fletcher» se emplea para indicar a James Fletcher como autoridad en la descripción y clasificación científica de los vegetales.[1]